# Весна Дамчевска-Илиевска
Весна Дамчевска-Илиевска (на македонска литературна норма: Весна Дамчевска-Илиевска) е политик от Северна Македония.

## Биография
Родена е на 27 ноември 1961 година в демирхисарското село Жван, тогава във Федеративна народна република Югославия. Завършва мир и развитие в Скопския университет.
В 2014 година е избрана за депутат от ВМРО – Демократическа партия за македонско национално единство в Събранието на Република Македония. В 2016 година отново е избрана за депутат от ВМРО-ДПМНЕ.